# Burgwall Bamme

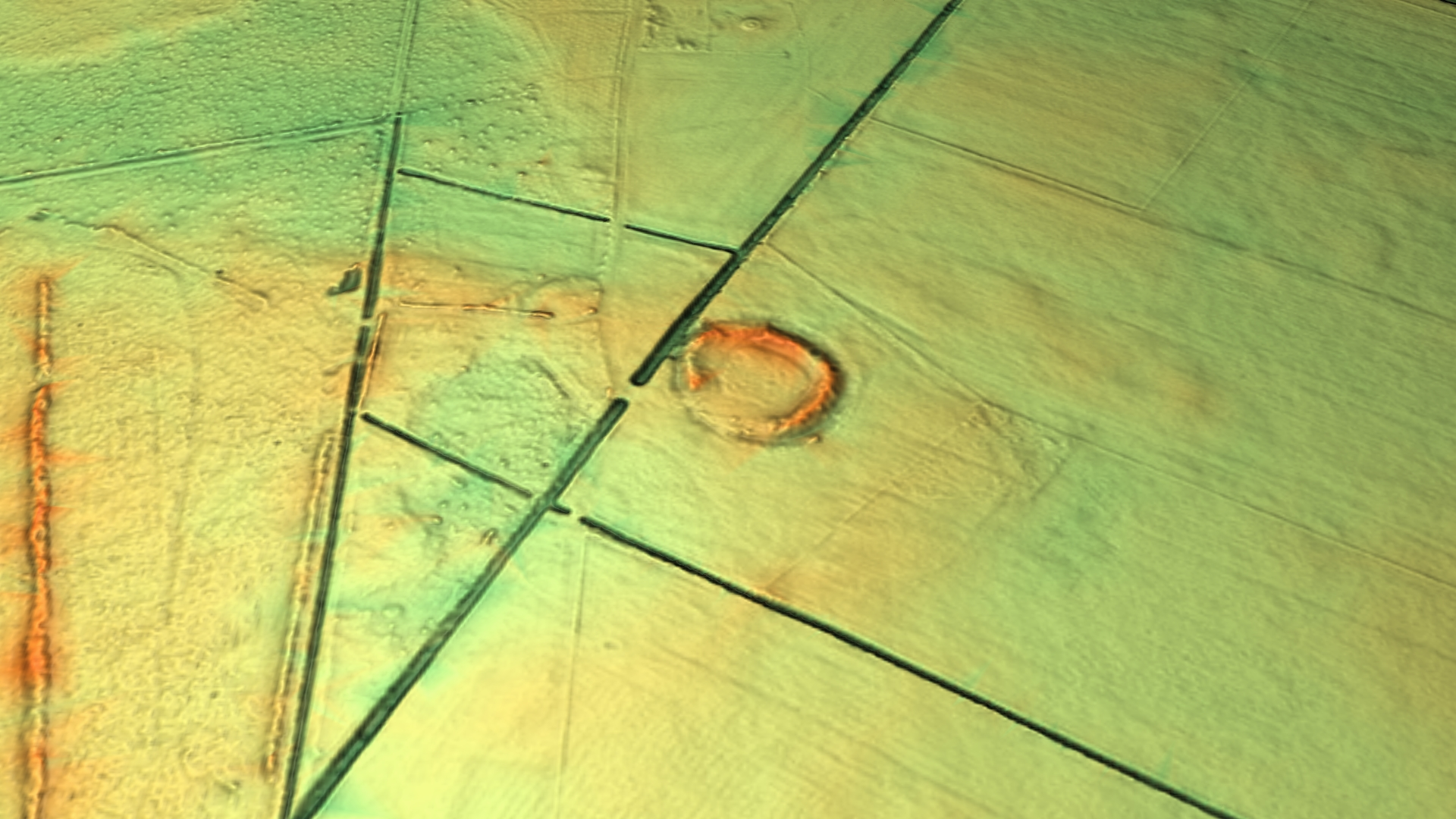
3D-Ansicht des digitalen Geländemodells

Der Burgwall Bamme ist der Burgstall eines slawischen Burgwalls nahe dem zur Gemeinde Nennhausen gehörenden Dorf Bamme im Westen des Landes Brandenburg. Die Niederungsburg und das umliegenden Areal ist unter der Nummer 50455 als „Burgwall slawisches Mittelalter, Siedlung slawisches Mittelalter, Siedlung Neolithikum“ als Bodendenkmal ausgewiesen.

## Anlage
Der Burgstall des Ringwalls befindet sich etwa 750 Meter westlich des Dorfes Bamme, direkt südlich des Weilers Bammer Ausbau mitten in einem trockengelegten, vormals sumpfigen Feuchtgebiet. Er ist nahezu kreisrund, hat einen Durchmesser von etwa 50 Meter und ist mit einem Bestand an Stieleichen bewaldet. Unmittelbar westlich der Anlage verläuft der Gräninger Seegraben, ein Entwässerungsgraben. Von der Burg ist noch etwa dreiviertelrund der Burgwall erkennbar. Dieser erhebt sich etwa einen Meter über das umliegende Niveau. Nach Süden weist der Wall eine Störung auf. Er wurde an dieser Stelle unterbrochen beziehungsweise abgetragen. Um den Wall verlaufend ist ein nur noch flacher, etwa einen halben Meter unter Niveau liegender Burggraben erkennbar.
Der Ringwall soll aus dem 7. beziehungsweise 8. Jahrhundert stammen. Archäologisch konnte südlich und östlich eine Vorburgsiedlung nachgewiesen werden. Vermutlich im 9. Jahrhundert soll die Burg aufgelassen worden sein. Die Befestigung bestand aus einer Konstruktion aus Holz und Erde. Während seiner Nutzungszeit soll der Burggraben etwa 15 Meter breit gewesen sein. Die südliche Beschädigung des Walls stammt aus dem 19. Jahrhundert, als man den Innenbereich der vormaligen Burg landwirtschaftlich nutzte.